# Erythroxylum socotranum
Erythroxylum socotranum är en tvåhjärtbladig växtart som beskrevs av M. Thulin. Erythroxylum socotranum ingår i släktet Erythroxylum och familjen Erythroxylaceae. Inga underarter finns listade i Catalogue of Life.